# Rhyncaphytoptus fagacis
Rhyncaphytoptus fagacis är en spindeldjursart som beskrevs av Boczek 1964. Rhyncaphytoptus fagacis ingår i släktet Rhyncaphytoptus och familjen Diptilomiopidae. Inga underarter finns listade i Catalogue of Life.